# حي الفوقاني
حي الفيكاني هي إحدى القرى اللبنانية من قرى قضاء زحلة في محافظة البقاع.